# Leonardo Bertagnolli
Leonardo Bertagnolli é um ciclista italiano nascido a 8 de janeiro de 1978 na localidade de Trento (Itália). Estreia como profissional no ano 2002 nas filas da equipa Saeco.
É suspenso no final de junho de 2012 pela UCI devido a umas anomalias no seu passaporte biológico. Antes do processo, anunciou que o Campeonato da Itália de Ciclismo em Estrada, seria a última corrida da sua trajectória profissional. Finalmente foi suspenso com um ano e cinco meses graças à sua colaboração com a UCI.

## Palmarés
| 2004 - Volta ao Etna - Coppa Agostoni - Trittico Lombardo - Coppa Placci 2005 - 1 etapa do Tour de Limousin - 1 etapa da Volta a Espanha 2006 - Tour de Haut-Var - 1 etapa da Tirreno-Adriático | 2007 - Clássica de San Sebastião - Memorial Cimurri 2008 - GP Cidade de Camaiore - Trittico Lombardo - Troféu Melinda - 1 etapa na Volta a Alemanha 2009 - 1 etapa do Brixia Tour |